# Хламідомонадові (порядок)
Хламідомон́адові (лат. Chlamydomonadales) або В́ольвоксові (лат. Volvocida) — порядок джгутикових або псевдовійчастих зелених водоростей класу Хлорофіцієві. Хламідомонадові можуть утворювати плоскі або сферичні колонії. Вони варіюються від Гоніума (від 4 до 32 клітин) до Вольвокса (500 клітин і більше). Кожна клітина має 2 джгутики і виглядом схожа на Хламідомонаду, при цьому джгутики по всій колонії рухаються координовано[джерело?].
Відбувається як безстатеве, так і статеве розмноження. У першому випадку клітини діляться, поки не утворюють нові колонії, які потім вивільняються. У менших колоніях зазвичай до процесу залучаються всі клітини, але більші форми мають передні вегетативні та задні репродуктивні клітини. Статеве розмноження варіюється від ізогамії (обидві статі виробляють гамети із джгутиками й однакового розміру) до оогамії (одна зі статей виробляє набагато більші нерухомі гамети, а інша менші і рухомі).
Існує різна класифікація Хламідомонадових. Дуже часто до них відносять порядки Volvocales і Dunallielales, які є дуже спорідненими джгутиковими одноклітинними, як підпорядки. Вважається, що інверсія колоній виникла двічі у Хламідовонадових. Формування сфероїдних колоній відрізняється між двома філогенетичними лініями: обертання дочірніх протопластів під час послідовних поділів клітин у Astrephomene та інверсія після поділу клітин у Volvocaceae.

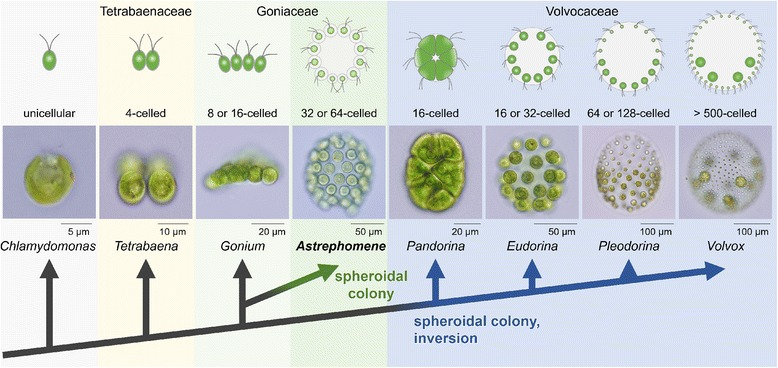
Схематичне зображення філогенетичних взаємовідносин вольвоцинових водоростей та паралельної еволюції сфероїдної колонії. Водорості Volvocine варіюються від одноклітинних Chlamydomonas до багатоклітинних Volvox через різні проміжні форми і використовуються як модель для дослідження еволюції багатоклітинності. Вважається, що сфероїдна колонія розвивалася двічі незалежно в межах цієї групи: один раз у Volvocaceae, від Pandorina до Volvox, а інший у роду Astrephomene. Філогенія заснована на попередніх повідомленнях. Усі малюнки та фотографії представляють вигляд особин збоку з передніми кінцями, орієнтованими до верхньої частини цієї фігури.